# Amadou Rabihou
Amadou Dangadji Rabihou est un footballeur camerounais né le 2 décembre 1984 à Douala. Son poste de prédilection est attaquant.

## Biographie
En août 2007, il signe un contrat de 2 ans en Ligue 2, avec l'Amiens SC.
Il marque son premier but sous les couleurs amiénoises contre l'US Boulogne-sur-mer (2-1), le 21 septembre 2007. 